# Bacáicoa
Bacáicoa (oficialmente en euskera: Bakaiku) es un municipio español de la Comunidad Foral de Navarra, situado en la Merindad de Pamplona, en la comarca de la Barranca, en el valle de la Burunda y a 44 km de la capital de la comunidad, Pamplona. Su población en 2024 fue de 340 habitantes (INE).

## Toponimia
"Bacáicoa" es el nombre histórico de este municipio y sigue considerándose como el nombre formal del mismo en castellano. Fue la denominación oficial del municipio hasta el 30 de enero de 1989, cuando fue cambiada por Bakaiku, que es el nombre de la localidad en lengua vasca. Al estar el municipio ubicado en la Zona Vascófona de Navarra, de acuerdo a la Ley del Vascuence de Navarra de 1986, los topónimos oficiales deben ser en dicha lengua, salvo que exista una denominación distinta en castellano, en cuyo caso ambas serían cooficiales. En este caso se consideró que Bacáicoa y Bakaiku no eran más que variantes del mismo nombre por lo que solo la denominación vasca es oficial actualmente.
Bacáicoa es considerado uno de los topónimos mayores más extraños de Navarra y su significado etimológico es desconocido. Julio Caro Baroja lo calificó de nombre rarísimo. Este filólogo considera que puede estar relacionado con un término gentilicio o latino: Vaccaeciona(m)
El nombre está documentado desde el siglo XIII y XIV en muy diversas variantes. Bacayco (1257), Bacaycua (1268), Baçaiycu (1350), Uacaycu (1350), Bacaycua (1366), Uacaycua (1366) o Vacaycua (1366).

## Geografía
La localidad de Bacáicoa se sitúa en la parte norocidental de la Comunidad Foral de Navarra, dentro de la región geográfica de la Montaña de Navarra, la comarca de La Barranca o corredor del Araquil y el valle de La Burunda. Su término municipal tiene una extensión de 11,7 km², que va desde Ataún (al norte) hasta la sierra de Urbasa (al sur), configurando un territorio estrecho y largo.
El resto de los lindes son al este con Echarri-Aranaz y al oeste con Iturmendi.
El territorio se puede dividir en tres zonas claramente diferenciadas:
- Zona norte: montañosa, con altura máxima de 960 m s. n. m. (en Irumugeta), con predominio de hayedos en cotas altas y aparición de castaños y robles en cotas más bajas.
- Zona intermedia: llana, formando parte del valle de la Burunda. En esta zona abundan las tierras de cultivo, y es atravesada por el río Burunda.
- Zona sur: montañosa y más escarpada que la zona Norte. Se la conoce con el nombre de Barga y se correspondería con la cara Norte de la sierra de Urbasa. Aquí se alcanzan mayores alturas, y la cota máxima se sitúa en la muga con Echarri-Aranaz en el término de Burnikutz, 1145 m s. n. m.

## Historia
Como todo el valle de la Burunda, el municipio se encuentra situado en un corredor natural y estratégico entre Álava, Navarra y Guipúzcoa. La historia de Bacáicoa está muy ligada a la del valle, y tiene uno de sus primeros reflejos históricos en la concesión en 1208, por Sancho VII el Fuerte, Rey de Navarra, del Fuero de Laguardia, a todo el valle. Tras la conquista de Vitoria y Guipúzcoa por las tropas castellanas, la zona había pasado a ser zona fronteriza, y por tanto sometida al continuo hostigamiento de las tropas gipuzcoanas, bajo las órdenes de Castilla. Es precisamente derivado de ese privilegio, la presencia de un águila esplayada de sable en el escudo del municipio al igual que en el resto de municipios del valle.
Como zona de paso, permanentemente sometida a guerras y destrucciones, Bacáicoa ha sufrido las consecuencias de la conquista y posterior aniquilamiento del Reino de Navarra (1512-1521), de las guerras napoleónicas y de las guerras carlistas.
Sus fueros fueron también parejos a los del valle, recibiendo del rey don Sancho VII el Fuerte los de Laguardia. Posteriormente los reyes de Navarra Felipe III, Carlos II, y Juan II, mejoraron estas condiciones. Finalmente, el rey don Juan III de Albret, en el año 1494, suprimió la pecha llamada "gailurdirua".
Su historia viene datada con anterioridad a los estatutos de la Universidad del Valle de la Burunda (1211), y de hecho, en el siglo XVIII, era uno de los núcleos de población más importantes de la zona.
También es importante la presencia humana en épocas prehistóricas, como lo atestigua el hacha de sílex aquí encontrada y que se encuentra expuesta en el Museo de Navarra.
En cuanto a leyendas, se cuenta que de los montes de Bacáicoa salieron los robles para la construcción de los timones de los galeones de guerra de la Armada invencible.

## Demografía
Bacáicoa cuenta con una población de 340 habitantes (INE 2024).

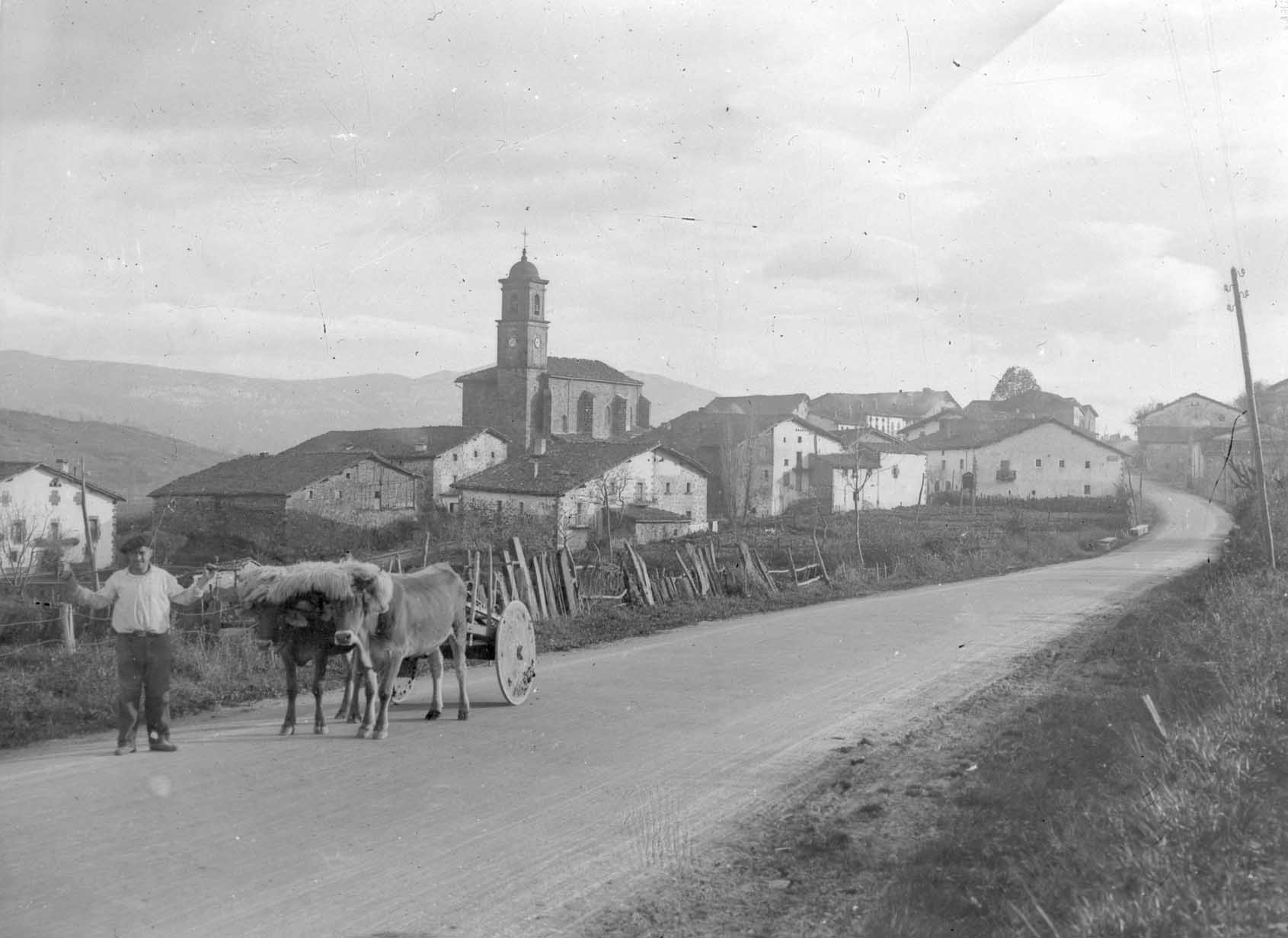
Vista tomada por Indalecio Ojanguren

| Gráfica de evolución demográfica de Bakaiku entre 1842 y 2021 |
| |
| Población de derecho según los censos de población del INE Población de hecho según los censos de población del INEEn estos censos se denominaba Bacáicoa: 1842, 1857, 1860, 1877, 1887, 1897, 1900, 1910, 1920, 1930, 1940, 1950, 1960, 1970 y 1981 |

## Administración y política
La administración política se realiza a través de un ayuntamiento de gestión democrática cuyos componentes se eligen cada cuatro años por sufragio universal desde las primeras elecciones municipales tras la reinstauración de la democracia en España, en 1979. El censo electoral está compuesto por los residentes mayores de 18 años empadronados en el municipio, ya sean de nacionalidad española o de cualquier país miembro de la Unión Europea. Según lo dispuesto en la Ley Orgánica del Régimen Electoral General, que establece el número de concejales elegibles en función de la población del municipio, la corporación municipal está formada por 7 concejales. La sede del Ayuntamiento de Bacáicoa está situada en la plaza Santio, 1, de la localidad.
En las elecciones municipales de 2007, Nafarroa Bai (Na-Bai) obtuvo los 7 concejales, siendo elegido como alcalde Eduardo José Urrestarazu Fernández. 
| Partido político     | 2007  | 2007       | 2007 |
| Partido político     | Votos | Concejales |      |
| Nafarroa Bai (NaBai) | 136   | 7          |      |

| Mandato   | Nombre del alcalde                 | Partido político |
| --------- | ---------------------------------- | ---------------- |
| 1979-1983 | José Miguel Ondarra                | AIB              |
| 1983-1987 | José Manuel Etxeberria Solís       | BH               |
| 1987-1991 | José Manuel Etxeberria Solís       | HB               |
| 1991-1995 | Francisco Javier Ayestarán Erdocia | HB               |
| 1995-1999 | Nicanor Ansó                       | EA               |
| 1999-2003 | José Manuel Etxeberria Solís       | EH               |
| 2003-2007 | Javier Ángel Anda Landa            | Txukai           |
| 2007-2011 | Eduardo José Urrestarazu Fernández | NaBai            |
| 2011-2015 | Ion Tabar Cayuela                  | Bildu            |
| 2015      | Egoitz Urritza Lazkoz              | EH Bildu         |

## Economía
En Bacáicoa existe actividad en los tres sectores productivos:
- Sector primario: aunque su importancia ha disminuido considerablemente, todavía existe el pastoreo y las actividades agrícolas.
- Sector secundario: la actividad industrial se centra en las empresas constructoras y en la fábrica de puentes grúa Gerra Hermanos.
- Sector terciario: los servicios que se encuentran en Bacáicoa son bares, estanco, farmacia, taxi y alojamientos rurales.

## Patrimonio

### Edificios religiosos

#### Iglesia parroquial de San Juan Bautista
Es un edificio barroco del siglo XVII aunque se cree que proviene de la temprana Edad Media, ya que hay inscripciones de 1216.
En el año 2003 el Departamento de Cultura del Gobierno de Navarra junto con la Institución Príncipe de Viana incluyeron en el Inventario General de Bienes Muebles del Patrimonio Histórico Español las siguientes piezas de arte religioso de la parroquia de San Juan Bautista:
- El retablo de la Virgen del Rosario con escultura de bulto redondo.
- El retablo mayor y el bulto redondo que representa la Inmaculada perteneciente a este retablo.
- El retablo de San Pedro con escultura de bulto redondo y relieve.
- Las esculturas de bulto redondo de San Pedro y Santiago, pertenecientes al retablo del primero.
- Un cáliz, crismeras, un incensario y una naveta.

#### Ermita de Santiago
Situada en el casco urbano del pueblo.
El retablo mayor también está incluido en el Inventario General de Bienes Muebles del Patrimonio Histórico Español.
El día de Santiago (25 de julio) se celebra en ella la misa mayor y en vísperas se canta la salve, a la que acude la corporación municipal en solemne procesión.

#### Ermita de San Benito
Situada en la parte baja de la Barga se cree que es el único resto que queda de un posible poblado que como tantos otros de la Burunda desapareció a consecuencia de la Peste Negra en el año 1348.
En su interior cabe destacar las pinturas murales.
El 21 de marzo se realiza su romería.

#### Ermita de Santa Marina
Se encuentra en la sierra de Urbasa, como privilegiado mirador del valle de la Burunda. Aunque en la actualidad está consagrada a Santa Marina, en la antigüedad lo estuvo a la Santísima Trinidad, como lo atestiguan escritos antiguos y el hecho de que el día de la Santísima Trinidad (domingo siguiente al Domingo de Pentecostés) tenga lugar una romería.
Además de este día, también se realizan romerías el Miércoles anterior al día de Trinidad (que se conoce con el nombre de Pazkualaugarren) y el día 18 de julio (día de Santa Marina).
En la organización de estas celebraciones se alternan Bacáicoa e Iturmendi, de manera que los años pares se encarga Bacáicoa y los impares Iturmendi. Esto es así porque la titularidad de la ermita es de los dos pueblos.
Hasta las guerras carlistas, Urdiáin también tenía derechos sobre la ermita, pero su negativa a repararla de los destrozos sufridos en la contienda le hizo perderlos.

## Cultura

### Fiestas y eventos
Las fiestas patronales se celebran del 25 al 29 de julio, en honor a Santiago. Era tradición el baile del Zorcico, el día de Santiago después de la Misa Mayor, que como en el resto de la zona, lo empezaba el alcalde.
También se celebra el día 24 de junio la festividad de San Juan, y el 21 de marzo la de San Benito.
El 1 de mayo, en la peña denominada Arzabal y que se encuentra en la parte alta de la Barga (próxima a Iruaitzeta-Tres Peñas), se coloca «el Mayo», que es un haya que los mozos del pueblo cortan en la sierra de Urbasa y lo trasladan a hombros hasta Arzabal, donde se coloca verticalmente. Antiguamente servía para indicar que los pastores del pueblo ya habían subido sus rebaños a la sierra, aprovechando la llegada del buen tiempo. El Mayo se mantiene hasta el día 31 del mismo mes.
Bacáicoa es uno de los pocos pueblos que conserva la tradición de utilizar tazas de plata en las grandes fiestas locales.
Además cabe destacar el mantenimiento de las tradiciones de "Belenen" el día de Nochebuena y la de Santa Águeda en el mes de febrero.
Por otro lado, en los carnavales existía un personaje siniestro denominado «Kamarro». Personaje que ha sido recuperado por la juventud organizada del pueblo (Bakaikuko Gazte Asanblada) y que de nuevo pasea por las calles del pueblo el sábado de carnaval desde 1997.

### Idioma
Se considera que el euskera hablado en Bacáicoa (Bakaikuarren Hizkera), es uno de los más integradores de los existentes, puesto que es un dialecto puente, dentro de una zona que de hecho es una amalgama dentro de Navarra que es La Barranca. Destacar en ese sentido los comentarios de Koldo Mitxelena al respecto y los aportes de Aita Ondarra en "voces Vascas de Bacáicoa" 1965, RSVC.

## Personas destacadas
- Juan Martín de Goicoechea y Galarza, Ciordia y Albizu.

Nació en Bacáicoa el 2 de noviembre de 1732 y falleció en Zaragoza el 4 de abril de 1806, recibiendo sepultura bajo el Santo Cristo de la Sala de Oración de la catedral de El Pilar. Fue fundador de la Real Academia de Nobles y Bellas Artes de San Luis, así como comerciante y protector de importantes artistas de la época entre los que estaba Francisco de Goya y Lucientes. Fue agraciado en 1798 con la cruz de la Orden de Carlos III.
- José Ramón Anda Goikoetxea.

Escultor nacido en Bacáicoa en 1949. Estudió en la Escuela de Bellas Artes de San Fernando de Madrid entre 1970 y 1974 así como en la Academia de Bellas Artes de España en Roma. Aunque Anda ha trabajado todo tipo de materiales para sus esculturas (piedra, hierro) la madera es, sin duda, el elemento natural de su propuesta artística. Ha recibido premios en las bienales de Escultura de Vitoria 1978 y de San Sebastián 1983.
- Francisco Ondarra Erdozia.

Escritor capuchino, nacido en Bacáicoa en 1925. Licenciado en Filología Española y titulado en Inglés por la Universidad de Míchigan; vocal de la Comisión de Arqueología de Príncipe de Viana, miembro de número de la Real Academia de la Lengua Vasca (Euskaltzaindia), Colaborador de «Zeruko Argia», «Boletín de la Real Sociedad Bascongada de Amigos del País», «Fontes Linguae Vasconum», «Cuadernos de Etnología y Etnografía de Navarra» y «Euskera», entre otras publicaciones. Sus estudios se centran principalmente en el megalitismo en Navarra y sobre el euskera navarro. Autor de Apeo del Baztán (1726-1727), en «Príncipe de Viana», 44 (1984); Voces vascas de Bacáicoa, en «Boletín de la Real Sociedad Bascongada de Amigos del País» (1965), entre otros trabajos.
- Lorenzo Ondarra Erdozia.

Capuchino, organista y compositor, nacido en Bacáicoa el 20 de noviembre de 1931 y fallecido en Alsasua en 2012. Cursó los estudios musicales en el conservatorio municipal de música, de San Sebastián. Ha compuesto obras religiosas y profanas. En 1969 recibió el Premio Nacional de Música (compartido con Tomás Marco) por su obra Diálogos. Fue director de música del Seminario Capuchino de Alsasua. Publicó "Flauta dulce, melodías de España", "Flauta dulce, melodías de Europa", y "Flauta dulce, melodías vascas", todas en 1982.